# Conselho de Reitores das Universidades Brasileiras
Criado em 30 de abril de 1966, o Conselho de Reitores das Universidades Brasileiras (CRUB) foi concebido para promover o intercâmbio e a cooperação entre as universidades brasileiras. A história das universidades brasileiras ainda é de uma tradição recente. As primeiras universidades do Brasil surgiram na década de 1930. Eram poucas universidades e elas enfrentavam um tempo histórico do país de incipiente desenvolvimento social, econômico e educacional. Aqueles 28 reitores, em 1966, quando se uniram para a criação de um Conselho, tinham uma visão que enxergava muito além das instituições que presidiam. 
Os ideais e objetivos que aqueles primeiros reitores estabeleceram para a criação do CRUB, foram arduamente perseguidos e edificados ao longo de cinco décadas. Esses ideais dos primórdios tem uma incrível atualidade. O Conselho de Reitores visava: articular e consolidar o Ensino Superior no Brasil; pensar estrategicamente o sistema universitário no seu todo e propor medidas para o seu pleno desenvolvimento; promover o intercâmbio e a cooperação entre todas as universidades; e levar a que todas as instituições de Educação Superior contribuíssem eficazmente para o desenvolvimento nacional. 
O compromisso do Conselho de Reitores com o Brasil e o povo brasileiro o levou a lutar pelos direitos democráticos, pela autonomia universitária das universidades e pela reforma universitária. Após uma longa e difícil travessia pelo regime militar, as universidades brasileiras cresceram em maturidade institucional, firmaram-se como liderança nacional e tiveram voz decidida na constituinte. Daí se ter assegurado, em 1988, na Constituição Brasileira, a ampla autonomia às universidades brasileiras.
O CRUB é a única entidade a congregar e a batalhar por todos os segmentos da Educação Superior. O Conselho de Reitores é a única entidade que representa todos os reitores e reitoras do Brasil.
Para mais informações, consulte o site do CRUB - https://www.crub.org.br/

## IEs filiadas
Segue a listagem das Instituições de Ensino Superior filiadas ao CRUB, ordenadas por estado

### Acre
- UFAC - Universidade Federal do Acre

### Alagoas
- CESMAC - Centro Universitário Cesmac
- UFAL - Universidade Federal de Alagoas
- UNEAL Universidade Estadual de Alagoas
- UNCISAL - Universidade Estadual de Ciências da Saúde de Alagoas

### Amazonas
- UFAM - Universidade Federal do Amazonas

### Bahia
- UCSal - Universidade Católica do Salvador
- UEFS - Universidade Estadual de Feira de Santana
- UESC - Universidade Estadual de Santa Cruz
- UFBA - Universidade Federal da Bahia
- UNEB - Universidade do Estado da Bahia
- UNIFACS - Universidade Salvador

### Ceará
- UECE - Universidade Estadual do Ceará
- UFC - Universidade Federal do Ceará
- UNIFOR - Universidade de Fortaleza
- UVA/CE - Universidade Estadual Vale do Acaraú

### Distrito Federal
- UCB-DF - Universidade Católica de Brasília
- UNIP - Universidade Paulista
- UnB - Universidade de Brasília

### Espírito Santo
- UFES - Universidade Federal do Espírito Santo

### Goiás
- PUC-Goiás - Pontifícia Universidade Católica de Goiás
- UEG - Universidade Estadual de Goiás
- UFG - Universidade Federal de Goiás

### Maranhão
- UFMA - Universidade Federal do Maranhão

### Mato Grosso
- UFMT - Universidade Federal de Mato Grosso
- UNEMAT - Universidade do Estado de Mato Grosso
- UNIC - Universidade de Cuiabá

### Mato Grosso do Sul
- UCDB - Universidade Católica Dom Bosco
- UEMS - Universidade Estadual de Mato Grosso do Sul
- UFMS - Universidade Federal de Mato Grosso do Sul
- UNIDERP - Universidade para o Desenvolvimento do Estado e da Região do Pantanal

### Minas Gerais
- PUC MG - Pontifícia Universidade Católica de Minas Gerais
- UEMG - Universidade do Estado de Minas Gerais
- UFJF - Universidade Federal de Juiz de Fora
- UFMG - Universidade Federal de Minas Gerais
- UFOP - Universidade Federal de Ouro Preto
- UFU - Universidade Federal de Uberlândia
- UFV - Universidade Federal de Viçosa
- UIT - Universidade de Itaúna
- UNIFENAS - Universidade José do Rosário Vellano
- UNIMONTES - Universidade Estadual de Montes Claros

### Pará
- UFPA - Universidade Federal do Pará
- UNAMA - Universidade da Amazônia

### Paraíba
- UEPB - Universidade Estadual da Paraíba
- UFPB - Universidade Federal da Paraíba
- UNIPÊ - Centro Universitário de João Pessoa

### Paraná
- PUCPR - Pontifícia Universidade Católica do Paraná
- UEL - Universidade Estadual de Londrina
- UEM - Universidade Estadual de Maringá
- UEPG - Universidade Estadual de Ponta Grossa
- UFPR - Universidade Federal do Paraná
- UNIOESTE - Universidade Estadual do Oeste do Paraná
- UNIPAR - Universidade Paranaense
- UNOPAR - Universidade Norte do Paraná

### Pernambuco
- UFPE - Universidade Federal de Pernambuco
- UFRPE - Universidade Federal Rural de Pernambuco
- UNICAP - Universidade Católica de Pernambuco
- UPE - Universidade de Pernambuco

### Piauí
- UESPI - Universidade Estadual do Piauí
- UFPI - Universidade Federal do Piauí

### Rio de Janeiro
- PUC-Rio - Pontifícia Universidade Católica do Rio de Janeiro
- UCAM - Universidade Candido Mendes
- UCB-RJ - Universidade Castelo Branco
- UCP - Universidade Católica de Petrópolis
- UENF - Universidade Estadual do Norte Fluminense Darcy Ribeiro
- UERJ - Universidade do Estado do Rio de Janeiro
- UFF - Universidade Federal Fluminense
- UFRJ - Universidade Federal do Rio de Janeiro
- UFRRJ - Universidade Federal Rural do Rio de Janeiro
- UGF - Universidade Gama Filho
- UNESA - Universidade Estácio de Sá
- UNIBENNETT - Centro Universitário Metodista Bennett
- UNIG - Universidade Iguaçu
- UNIGRANRIO - Universidade do Grande Rio
- UNIRIO - Universidade Federal do Estado do Rio de Janeiro
- UNIVERSO - Universidade Salgado de Oliveira
- USS - Universidade Severino Sombra
- USU - Universidade Santa Úrsula
- UVA/RJ - Universidade Veiga de Almeida

### Rio Grande do Norte
- UERN - Universidade do Estado do Rio Grande do Norte
- UFRN - Universidade Federal do Rio Grande do Norte
- UnP - Universidade Potiguar

### Rio Grande do Sul
- ESMARGS - Escola Superior de Música e Artes do Rio Grande do Sul
- FURG - Universidade Federal do Rio Grande
- PUC-RS - Pontifícia Universidade Católica do Rio Grande do Sul
- UCPel - Universidade Católica de Pelotas
- UCS - Universidade de Caxias do Sul
- UFPEL - Universidade Federal de Pelotas
- UFRGS - Universidade Federal do Rio Grande do Sul
- UFSM - Universidade Federal de Santa Maria
- ULBRA - Universidade Luterana do Brasil
- UNICRUZ - Universidade de Cruz Alta
- UNIJUÍ - Universidade Regional do Noroeste do Estado do Rio Grande do Sul
- UNISC - Universidade de Santa Cruz do Sul
- UNISINOS - Universidade do Vale do Rio dos Sinos
- UPF - Universidade de Passo Fundo
- URCAMP - Universidade da Região da Campanha
- URI - Universidade Regional Integrada do Alto Uruguai e das Missões
- UNIPAMPA Universidade Federal do Pampa

### Rondônia
- UNIR - Universidade Federal de Rondônia

### Roraima
- UFRR - Universidade Federal de Roraima

### Santa Catarina
- FURB - Universidade Regional de Blumenau
- UDESC - Universidade do Estado de Santa Catarina
- UFFS - Universidade Federal da Fronteira Sul
- UFSC - Universidade Federal de Santa Catarina
- UnC - Universidade do Contestado
- UNESC - Universidade do Extremo Sul Catarinense
- UNIPLAC - Universidade do Planalto Catarinense
- UNISUL - Universidade do Sul de Santa Catarina
- UNIVALI - Universidade do Vale do Itajaí
- UNIVILLE - Universidade da Região de Joinville
- UNOESC - Universidade do Oeste de Santa Catarina

### São Paulo
- Bela Artes -
- FEI - Centro Universitário FEI
- ITA - Instituto Tecnológico de Aeronáutica
- PUC-Campinas - Pontifícia Universidade Católica de Campinas
- PUCSP - Pontifícia Universidade Católica de São Paulo
- Anhanguera - Centro Universitário Anhanguera de São Paulo
- Anhembi Morumbi - Universidade Anhembi Morumbi
- UBC - Universidade Braz Cubas
- UCB - Universidade Castelo Branco
- UFABC - Universidade Federal do ABC
- UMESP - Universidade Metodista de São Paulo
- UNAERP - Universidade de Ribeirão Preto
- UNASP - Centro Universitário Adventista de São Paulo
- UNESP - Universidade Estadual Paulista Júlio de Mesquita Filho
- UNI-FACEF - Centro Universitário de Franca
- UNIARA - Universidade de Araraquara
- UNIb - Universidade Ibirapuera
- UNICAMP - Universidade Estadual de Campinas
- UNICID - Universidade Cidade de São Paulo
- UNIFAE - Centro Universitário das Faculdades Associadas de Ensino
- UNIFEB - Centro Universitário da Fundação Educacional de Barretos
- UNIFESP - Universidade Federal de São Paulo
- UNIFRAN - Universidade de Franca
- UNIMEP - Universidade Metodista de Piracicaba
- UNIMES - Universidade Metropolitana de Santos
- UNIP - Universidade Paulista
- UNISANTOS - Universidade Católica de Santos
- UNITAU - Universidade de Taubaté
- UNIVAP - Universidade do Vale do Paraíba
- UNOESTE - Universidade do Oeste Paulista
- UPM - Universidade Presbiteriana Mackenzie
- USC - Universidade do Sagrado Coração
- USF - Universidade São Francisco
- USJT - Universidade São Judas Tadeu

### Sergipe
- UFS - Universidade Federal de Sergipe
- UNIT - Universidade Tiradentes